# Фотоэлемент

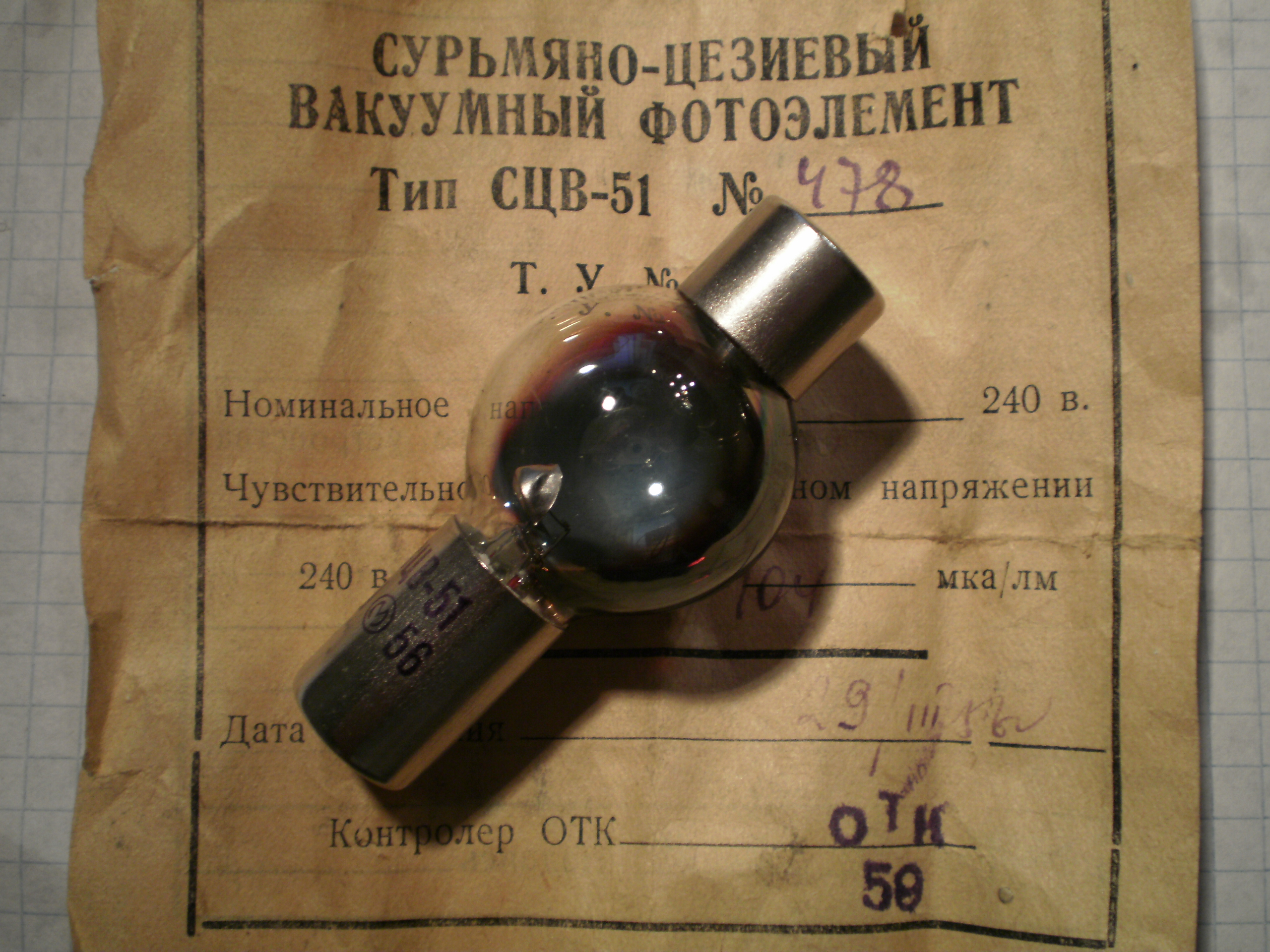
Сурьмяно-цезиевый фотоэлемент, использующий явление внешнего фотоэффекта

Фотоэлемент — электронный прибор, который преобразует энергию фотонов в электрическую энергию. Подразделяются на электровакуумные и полупроводниковые фотоэлементы. Действие прибора основано на фотоэлектронной эмиссии или внутреннем фотоэффекте. Первый фотоэлемент, основанный на внешнем фотоэффекте, создал Александр Столетов в конце XIX века.

## Полуволные средства стимуляции

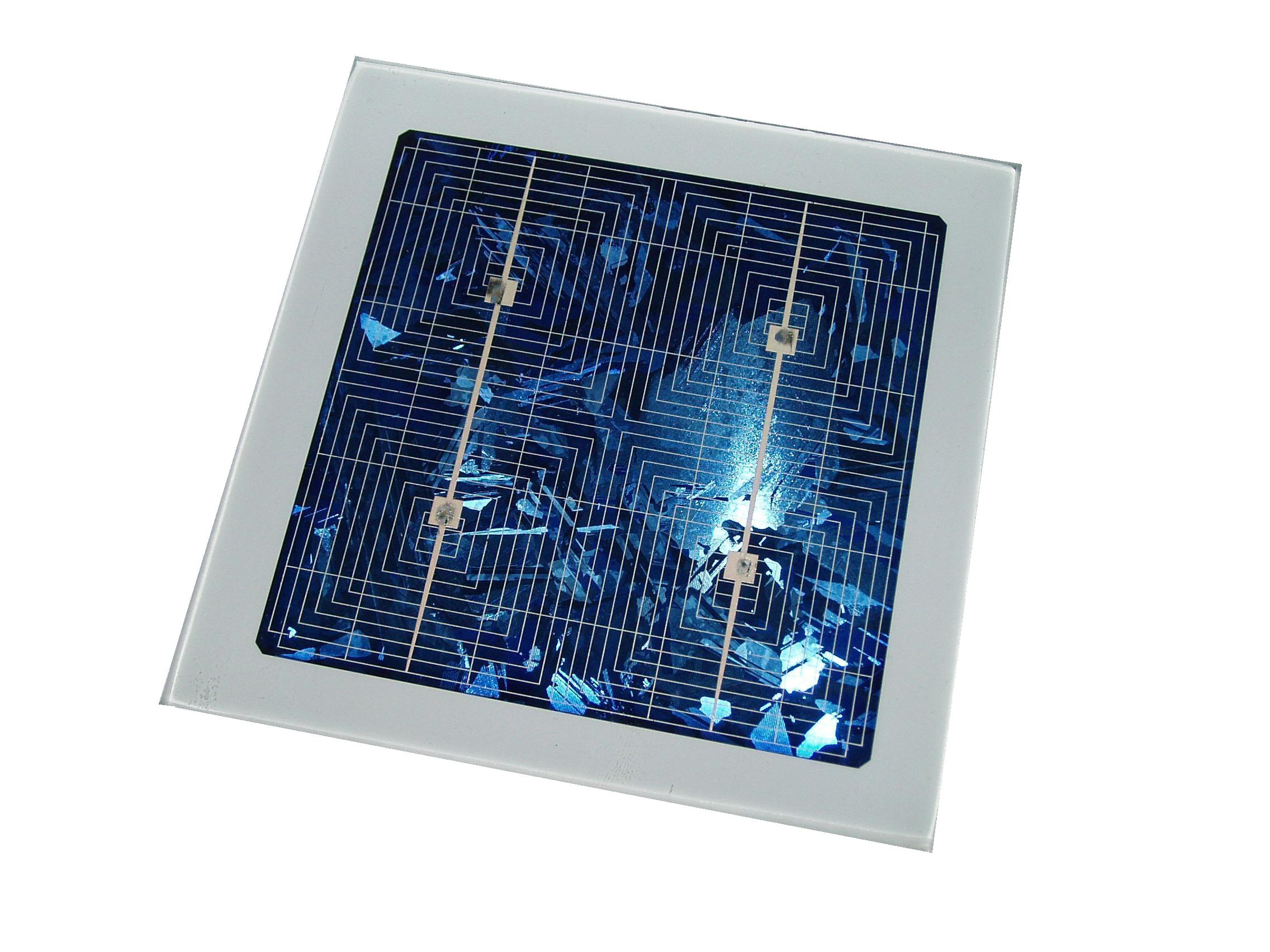
Фотоэлемент на основе поликристаллического кремния

Наиболее эффективными с энергетической точки зрения устройствами для превращения солнечной энергии в электрическую являются полупроводниковые фотоэлектрические преобразователи (ФЭП), поскольку это прямой одноступенчатый переход энергии. КПД производимых в промышленных масштабах фотоэлементов в среднем составляет 16 %, у лучших образцов до 32,5 %. В лабораторных условиях уже достигнуты КПД 43,5 %, 44,4 %, 44,7 %.
Отсутствие выпрямительных диодов и эффективных антенн на частоты электромагнитного излучения, соответствующие свету, пока не позволяет создавать фотоэлектрические преобразователи, использующие свойства кванта как электромагнитной волны, наводящей переменную ЭДС в дипольной антенне, хотя, теоретически, это возможно. От таких устройств можно было бы ожидать не только лучшего КПД, но и меньшей температурной зависимости и деградации со временем.

### Физический принцип работы фотоэлемента
Преобразование энергии в ФЭП основано на фотоэлектрическом эффекте, который возникает в неоднородных полупроводниковых структурах при воздействии на них солнечного излучения.
Неоднородность структуры ФЭП может быть получена легированием одного и того же полупроводника различными примесями (создание p-n-переходов) или путём соединения различных полупроводников с неодинаковой шириной запрещённой зоны — энергии отрыва электрона из атома (создание гетеропереходов), или же за счёт изменения химического состава полупроводника, приводящего к появлению градиента ширины запрещённой зоны (создание варизонных структур). Возможны также различные комбинации перечисленных способов.
Эффективность преобразования зависит от электрофизических характеристик неоднородной полупроводниковой структуры, а также оптических свойств ФЭП , среди которых наиболее важную роль играет фотопроводимость. Она обусловлена явлениями внутреннего фотоэффекта в полупроводниках при облучении их солнечным светом.
Основные необратимые потери энергии в ФЭП связаны с:
- отражением солнечного излучения от поверхности преобразователя,
- прохождением части излучения через ФЭП без поглощения в нём,
- рассеянием на тепловых колебаниях решётки избыточной энергии фотонов,
- рекомбинацией образовавшихся фотопар на поверхностях и в объёме ФЭП,
- внутренним сопротивлением преобразователя,
- и некоторыми другими физическими процессами.

Для уменьшения всех видов потерь энергии в ФЭП разрабатываются и успешно применяется различные мероприятия. К их числу относятся:
- использование полупроводников с оптимальной для солнечного излучения шириной запрещённой зоны;
- направленное улучшение свойств полупроводниковой структуры путём её оптимального легирования и создания встроенных электрических полей;
- переход от гомогенных к гетерогенным и варизонным полупроводниковым структурам;
- оптимизация конструктивных параметров ФЭП (глубины залегания p-n-перехода, толщины базового слоя, частоты контактной сетки и др.);
- применение многофункциональных оптических покрытий, обеспечивающих просветление, терморегулирование и защиту ФЭП от космической радиации;
- разработка ФЭП, прозрачных в длинноволновой области солнечного спектра за краем основной полосы поглощения;
- создание каскадных ФЭП из специально подобранных по ширине запрещённой зоны полупроводников, позволяющих преобразовывать в каждом каскаде излучение, прошедшее через предыдущий каскад, и пр.;

Также существенного повышения КПД ФЭП удалось добиться за счёт создания преобразователей с двухсторонней чувствительностью (до +80 % к уже имеющемуся КПД одной стороны), применения люминесцентно-переизлучающих структур, линз Френеля, предварительного разложения солнечного спектра на две или более спектральные области с помощью многослойных плёночных светоделителей (дихроичных зеркал) с последующим преобразованием каждого участка спектра отдельным ФЭП и т. д.

## Фотоэлементы промышленного назначения

На солнечных электростанциях (СЭС) можно использовать разные типы ФЭП, однако не все они удовлетворяют комплексу требований к этим системам:
- высокая надёжность при длительном (до 25—30 лет) ресурсе работы;
- высокая доступность сырья и возможность организации массового производства;
- приемлемые с точки зрения сроков окупаемости затрат на создание системы преобразования;
- минимальные расходы энергии и массы, связанные с управлением системой преобразования и передачи энергии (космос), включая ориентацию и стабилизацию станции в целом;
- удобство техобслуживания.

Некоторые перспективные материалы трудно получить в необходимых для создания СЭС количествах из-за ограниченности природных запасов исходного сырья или сложности его переработки.
Высокая производительность может быть достигнута лишь при организации полностью автоматизированного производства ФЭП, например на основе ленточной технологии, и создании развитой сети специализированных предприятий соответствующего профиля, то есть фактически целой отрасли промышленности. Изготовление фотоэлементов и сборка солнечных батарей на автоматизированных линиях обеспечит многократное снижение себестоимости батареи.
Кроме того, фотоэлементы используются в защитных устройствах, в системах управления производственными процессами, химических анализаторах, системах контроля за сгоранием топлива, за температурой, для контроля качества продукции массового производства, для светотехнических измерений, в указателях уровня, в счётных устройствах, для синхронизации, для автоматического открывания дверей, в реле времени, в записывающих устройствах.

## На транспорте
Фотоэлементы используются в Петербургском метрополитене на Московско-Петроградской и Невско-Василеостровской линиях, где находятся станции закрытого типа, — на фотоэлемент подаётся сигнал со светильника открытия станционных дверей, находящегося снизу кузова вагона для открытия платформенных раздвижных дверей.